# 阻流
阻流（Choked flow）也稱為阻塞流，是流體動力學中，在可壓縮流中的效應，其中的流體速度受到限制（受到阻塞），和文丘里效应效應有關。當特定壓力及温度的流體經過管路突縮位置（例如拉伐尔喷管的喉部或是管路的閥門）到壓力較低的環境下，其流體速度會增加。依初始在上游的次音速條件，依照質量守恆定律，流體在經過截面積較小的管路突縮位置時，其速度要增加。同時因為文丘里效應，在管路突縮位置的靜壓（以及對應密度）都要降低。若在上游壓力及溫度固定時，即使下游的壓力降低，其質量流率也不再增加，此時的情形即稱為阻塞流。
針對均質流體，在絕熱過程下會發生阻塞流的情形，需要出口平面的速度到達音速時才會出現，也就是馬赫數為1。在阻塞流時，只有增加上游流體的密度（以及阻塞點的流體密度）才能增加質量流率。
氣體阻塞流的的質量流率和下游的壓力無關，只和上游的溫度及壓力（及密度）有關，因此常用在許多工程應用中。在阻塞流的條件下，可以用閥或是校正過的孔口板來產生想要質量流率。

## 外部連結
- Choked flow of gases
- Development of source emission models
- Restriction orifice sizing control （页面存档备份，存于） Perform orifice plate, restriction orifice sizing calculation for a single phase flow.